# Улица Мира (Ломоносов)
Улица Ми́ра — улица в городе Ломоносове Петродворцового района Санкт-Петербурга, в историческом районе Мартышкино. Проходит от Ивановской до Песочной улицы. На север продолжается Ивановской улицей, на юг — Песочной улицей.
Название известно с 1952 года. Скорее всего, оно имеет идеологизированный характер.

## Перекрёстки
- Ивановская улица
- безымянный проезд к бизнес-парку «Мартышкино» (улица Мира, 1)
- Песочная улица